# Bei St. Johannis

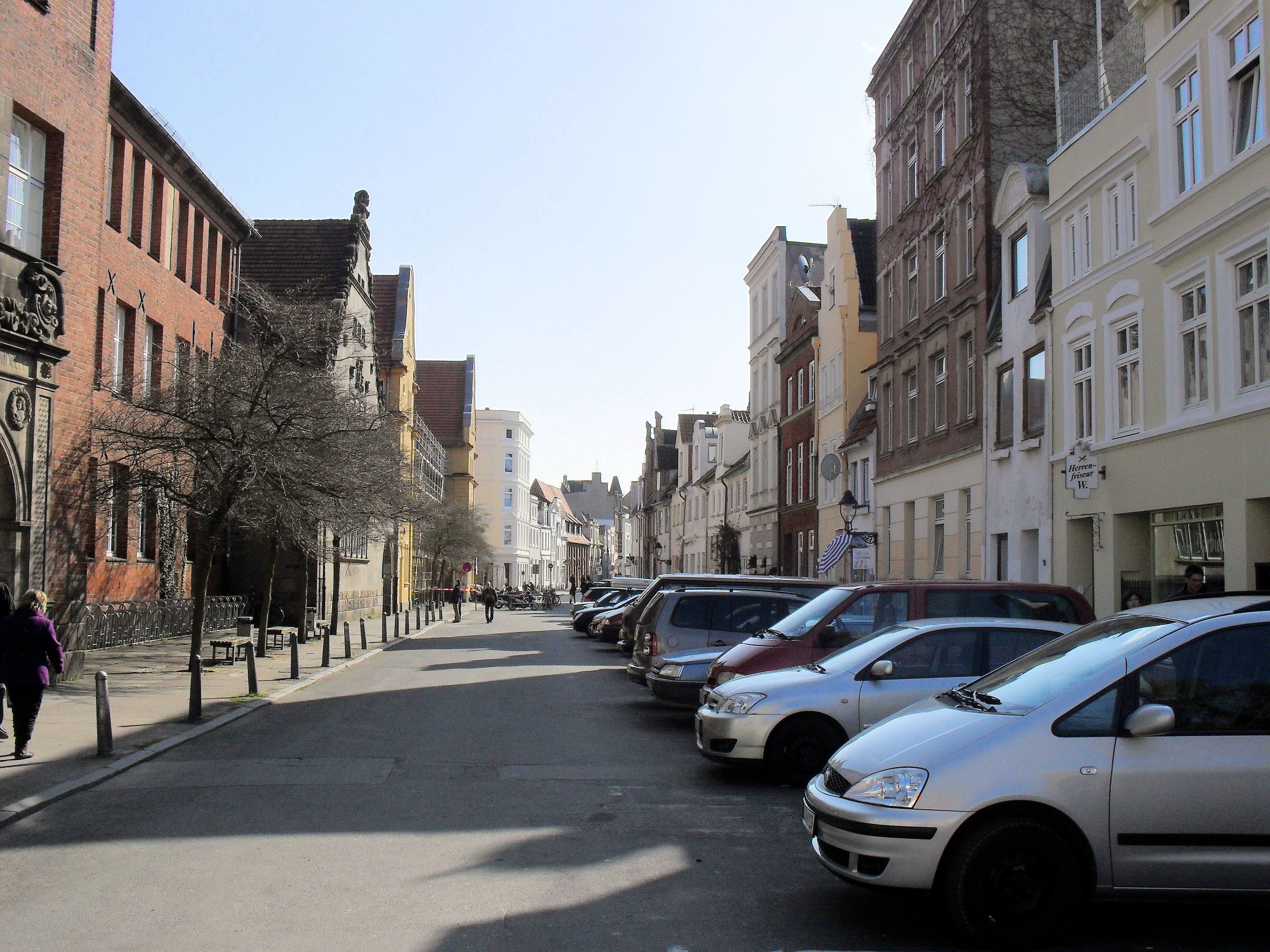
Bei St. Johannis

Bei St. Johannis, rot markiert

Bei St. Johannis ist eine Straße der Lübecker Altstadt.

## Lage
Die etwa 120 Meter lange Straße Bei St. Johannis befindet sich im Osten der Altstadtinsel. Sie beginnt gegenüber der Einmündung des Rosengartens in die Dr.-Julius-Leber-Straße, verläuft südwärts und endet bei der Kreuzung mit der Fleischhauerstraße; ihre Fortsetzung bildet die Schlumacherstraße.

## Geschichte
Erstmals urkundlich erwähnt wird die Straße im Jahre 1262 mit der lateinischen Bezeichnung Versus sanctum Johannem (Nach St. Johannis), abgeleitet von dem St.-Johannis-Kloster, an dessen Vorderseite die Straße entlanglief. 1347 lautet der Name Platea transversalis apud S. Johannem (Verbindungsstraße bei St. Johannis). 1460 wurde die Straße als Teil des Rosengartens betrachtet und hieß dementsprechend Rosengharde. Der heutige Name wurde 1852 amtlich festgelegt.
Das Bild der Straße erfuhr zu Beginn des 20. Jahrhunderts erhebliche Veränderungen, als die 1805–1806 auf dem früheren Klostergelände errichteten Konventualinnenhäuser beim Bau des Elbe-Lübeck-Kanals und der Verlängerung der Johannisstraße bis hinab ans neue Kanalufer abgerissen wurden und das große Klostergrundstück durch die Hindurchlegung der Straße aufgeteilt wurde. Auf dem südlichen Teil des Geländes, der an Bei St. Johannis grenzte, entstanden in den Jahren 1903 bis 1905 zwei große Komplexe, die nicht den historischen Maßstäben der Bebauung entsprechen und auch stilistisch aus dem Rahmen fallen: Das im Stile der Neorenaissance errichtete Realgymnasium Johanneum sowie die neobarocke Hauptfeuerwache.

## Bauwerke

Bei St. Johannis (1909)

Das Johanneum 1905

- Bei St. Johannis 1–3, Johanneum. 1903–1905 errichtetes Schulgebäude im Stil der Neorenaissance
- Bei St. Johannis 5/Fleischhauerstraße 91–93. 1905 errichtete Hauptfeuerwache im Stil des Neobarock, heute Teil des Johanneums
- Bei St. Johannis 30, um 1700 errichtetes Renaissance-Haus
- Bei St. Johannis 32, Renaissance-Wohnhaus des 17. Jahrhunderts
- Bei St. Johannis 34, Renaissance-Wohnhaus des 17. Jahrhunderts
- Bei St. Johannis 36, Renaissance-Traufenhaus des 17. Jahrhunderts, 1875 erheblich umgebaut
- Bei St. Johannis 38, Renaissance-Traufenhaus des 17. Jahrhunderts mit verputzter Fassade von 1875